# Max Liebermann

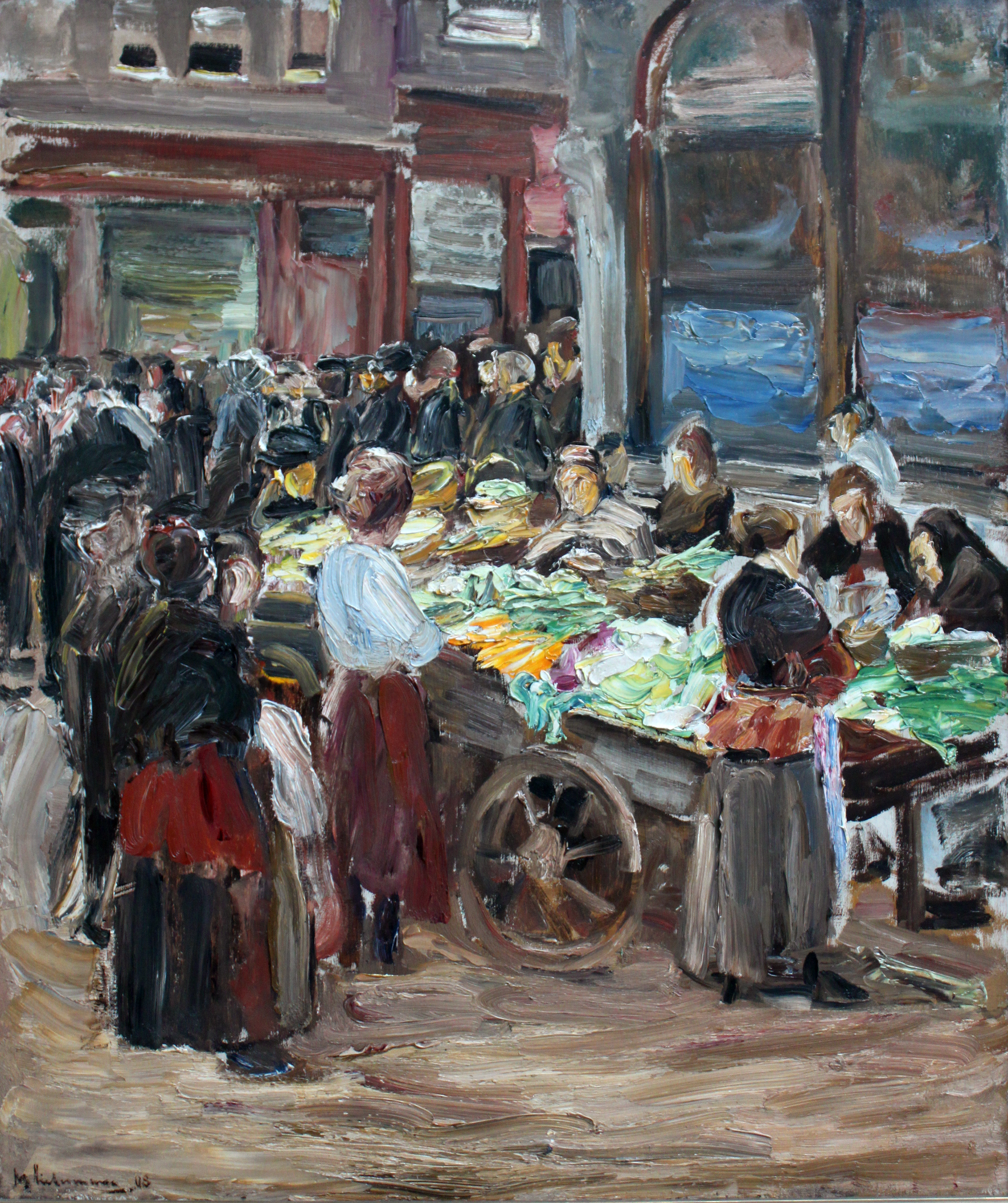
Uliczka żydowska w Amsterdamie

Max Liebermann (ur. 20 lipca 1847 w Berlinie, zm. 8 lutego 1935 tamże) – niemiecki malarz i grafik pochodzenia żydowskiego. Przedstawiciel realizmu, później impresjonizmu. Współzałożyciel Berlińskiej Secesji.

## Życiorys
Urodził się jako syn zamożnego żydowskiego przemysłowca, Louisa Philippe Liebermanna i jego żony (z domu Hall). Brat Felix Liebermann (1851–1925) był historykiem; kuzyn Carl Theodore Liebermann (1842–1914) był chemikiem. Dziadek malarza – Joseph Lieberman, był przedsiębiorcą włókienniczym, który jako pierwszy w Prusach zbudował maszyny do produkcji bawełny, tkanin i tym samym złamał angielski monopol.
Liebermann najpierw studiował prawo i filozofię na Uniwersytecie w Berlinie, a później malarstwo i rysunek w Weimarze w 1869 i w Paryżu w 1872 roku, gdzie malował pod wpływem Gustawa Courbeta, Milleta i Munkacsy'ego. Studiował u Charlesa Verlata, Carla Steffecka i Ferdinanda Wilhelma Pauwelsa.
Podczas wojny francusko-pruskiej (1870–1871), Lieberman służył koło Metzu jako medyk z zakonu joannitów. W latach 1873–1878 ponownie przebywał w Paryżu, następnie (1878–1884) działał w Monachium, później w Berlinie. Odbył podróż naukową do Holandii 1876–1877, gdzie wpływ wywarło na niego malarstwo Israelsa. W 1923 odznaczony Pour le Mérite za Naukę i Sztukę. 
Malował pejzaże, portrety, sceny religijne i rodzajowe. Tworzył akwaforty.
Początkowo tworzył realistyczne obrazy o ciemnych kolorach: Kobiety skubiące gęsi (1872), następnie rozjaśnił paletę w plenerowych kompozycjach z Holandii: np. Dom starców w Amsterdamie (1880), Wiązanie sieci (1889). Po 1890 wprowadził efekty impresjonistyczne, wykształcając ostatecznie swój styl: Kąpiący się chłopcy (1896), Gra w polo (1902), Uliczka żydowska w Amsterdamie (1905) oraz pejzaże z Wannsee.
Wybrane prace: Kobiety skubiące gęsi (Berlin), Naprawa sieci (Hamburg), Kobieta z kozami (Hamburg) oraz portrety: burmistrza Petersena (Hamburg), Autoportret (Florencja).
Był autorem Die Phantasie in der Malerei (Fantazja w malarstwie) (1916).